# Madeira (vino)
El madeira se considera un vino enriquecido procedente de las Islas Madeira de Portugal. Este vino es famoso tanto por su uso como bebida como por su uso en la cocina para elaborar diversos platos de la cocina portuguesa.

## Variedades cultivadas
Las principales variedades cultivadas de vino en Madeira son:
- La Tinta Negra Mole es la básica en la región, se halla perfectamente adaptada desde el S XVIII, y produce toda la gama de secos y dulces. Es un híbrido de Garnacha y Pinot Noir.
- La Boal o en inglés Bual. Produce vinos semi-dulces y semi- secos.
- La Malvasía. Fue la primera vid cultivada en la isla y resistió las plagas del S XVIII.
- La Verdelho de origen desconocido puede presentarse en variedad blanca o negra, aunque la que se usa es la blanca, utilizada preferentemente en vinos semisecos.
- La Sercial es una vid a la que algunos relacionan con el Riesling, debido a su elevada acidez.

Otras variedades que persisten mínimamente en la isla son: Terrantez, Bastardo, (es el Trousseau francés) ; Caracol, Carao de Moca, Complexa, Deliciosa, Listrao, Malvasia Blanca, Moscatel Graudo, Rio-Grande, Triunfo, y Valveirinho. Todas estas variedades son prefiloxericas y si se encuentran en alguna composición es a título anecdótico, salvo la Terrantez que si bien está extinta en Madeira, queda un poco en la isla de Porto Santo, siendo de notar que el gobierno Portugués realiza grandes esfuerzos para recuperarla, al parecer por ahora con poco éxito.)

## Denominación de origen
Desde 1991, el Madeira es una denominación de origen protegida (PDO) ante la Unión Europea. A nivel internacional, cuenta con registro como denominación de origen, conforme al Sistema de Lisboa, ante la Organización Mundial de la Propiedad Intelectual, desde el 21 de abril de 1983.

### Libros
- Liddell, Alex (1998). "Madeira". Faber & Faber. ISBN 0-571-19096-0
- Silva, António (2023). «Once Upon a Time: The Old Blandy's Wine Lodge - Property Management and Business Strategies in Madeira (1811-1855)». Herança - Revista De História, Património E Cultura 6 (2): 1-15.